# Supercopa Argentina de Futebol de 2023
A Supercopa Argentina de Futebol de 2023 foi a décima edição desta competição, uma partida anual organizada pela Associação do Futebol Argentino (em espanhol: Asociación del Fútbol Argentino, AFA) na qual se enfrentaram o time campeão da Campeonato Argentino de 2023 e o da Copa Argentina de 2023.
River Plate e Estudiantes se classificaram para a disputa do troféu depois de conquistarem, respectivamente, o Campeonato Argentino de 2023 e a Copa Argentina de 2023.

## Participantes
O primeiro finalista foi o River Plate, vencedor do Torneio da Liga Profissional de 2023. Seu rival será o Estudiantes, que derrotou o Defensa y Justicia na final da Copa da Argentina de 2023 e somou o primeiro título da competição de sua história.
| Clube       | Método de classificação                 | Participações anteriores    |
| ----------- | --------------------------------------- | --------------------------- |
| River Plate | Campeão do Campeonato Argentino de 2023 | 4 (2014, 2016, 2017 e 2019) |
| Estudiantes | Campeão da Copa Argentina de 2023       | 0 (nenhuma)                 |

Em negrito os anos em que foi campeão.

## Partida

### Detalhes
| 13 de março de 2024 | River Plate                              | 2 – 1  | Estudiantes              | Córdoba                                                              |  |
| 21:15 (UTC−3)       | Zaid Romero 80' · Rodrigo Aliendro 90+2' | Súmula | Marcelo Javier Correa 3' | Estádio: Estádio Mario Alberto Kempes Árbitro: ARG Yael Falcón Pérez |  |

## Premiação
| Supercopa Argentina de Futebol de 2023 |
| Buenos Aires                           |
| -------------------------------------- |
| River Plate Campeão (3.º título)       |